# Flindersia laevicarpa
Flindersia laevicarpa är en vinruteväxtart som beskrevs av Cyril Tenison White. Flindersia laevicarpa ingår i släktet Flindersia och familjen vinruteväxter. Utöver nominatformen finns också underarten F. l. heterophylla.